# Branimir Makanec
Branimir Makanec (Koprivnica, 17. svibnja 1932.) je inženjer i jedan od hrvatskih pionira računarstva. Počasni je predsjednik Zagrebačkog računalskog saveza i predsjednik Udruge za poticanje darovitosti djeteta „Bistrić“ te predsjednik Udruge za revitalizaciju Knina "Knin - hrvatsko mislilište".  

## Obiteljska povijest
Branimir pl. Makanec potomak je aristokratske obitelji koja je iznjedrila mnoge značajne ličnosti. Car Franjo Josip obitelji Makanec je 1791. godine dodijelio plemićku povelju. Michael Makanec bio je veleposjednik te dugogodišnji dobavljač austrougarskog carskog dvora. Pradjed Branimira Makanca bio je Milan Makanec, hrvatski političar, saborski zastupnik, odvjetnik i publicist. Otac Branimira Makanca bio je Julije Makanec, sveučilišni profesor i političar, posljednji ministar narodne prosvjete u Nezavisnoj Državi Hrvatskoj.

## Školovanje i rani uspjesi
Branimir Makanec početkom 50-ih godina upisuje studij elektrotehnike na Tehničkom fakultetu u Zagrebu. Kao student, sudjelovao je na nekoliko međunarodnih simpozija na kojima je održao referate o umjetnoj inteligenciji. Godine 1961. osniva sekciju pod nazivom Grupa kibernetičara, u čijem je okviru izrađen prvi autonomni čovjekoliki robot na području današnje Republike Hrvatske. Pionirski rad u području računarstva nastavio je i u svome diplomskom radu u kojem se bavio projektiranjem i izvedbom prvog digitalnog računala na području tadašnje Jugoslavije. Elektrotehnički fakultet završio je u Zagrebu 1961. godine.   

## Karijera
Nakon diplomiranja osnovao je prvu elektroničku učionicu za frontalnu programiranu nastavu kao glavni inženjer pri Zavodu za fizikalnu medicinu i rehabilitaciju u Vinogradskoj ulici u Zagrebu. Osnovao je “Kibernetsku autorsku grupu” s kojom je 1964. godine projektirao i instalirao dvadesetak feed-back učionica za frontalnu programiranu nastavu diljem Jugoslavije. Zapošljava se kao nastavnik na Pedagoškoj akademiji u Zagrebu gdje je instalirao isti tip učionice. U njoj se izvodila nastava za nekoliko generacija pedagoških djelatnika, a danas se ova učionica, prva takve vrste u Europi, kao izložak nalazi u zagrebačkom Školskom muzeju.   
Novo razdoblje u njegovu životu započinje odlaskom na specijalizaciju u Sjedinjene Američke Države. Tamo ga je oduševio njihov rad s djecom, kao i činjenica da mladi imaju slobodan pristup računalima i programiranju. Na specijalizaciji upoznaje i mladog Billa Gatesa, kasnijeg osnivača Microsofta.
Nakon povratka sa specijalizacije u Sjedinjenim Američkim Državama na području nastave pomoću računala osnovao je 1968. godine poznati zagrebački Multimedijski centar (MMC) u okviru Referalnog Centra Sveučilišta u Zagrebu u kojemu je instalirao prvi sustav s dijeljenim vremenom (engl. timesharing system) Hewlett Packard 2000 na području Jugoslavije, a čiji su terminali bili instalirani u velikom broju hrvatskih srednjih škola. Sustav je bio namijenjen isključivo nenumeričkim primjenama - nastavi, učenju i informiranju, stoga je mini računalo HP 2000 u MMC-u poslužilo školovanju mnogih mladih programera. MMC je zahvaljujući profesoru Boži Težaku bio osnovan kao ustanova otvorenog tipa, a kroz njega je u 10 godina njegova djelovanja svakodnevno prolazio veliki broj učenika i nastavnika osnovnih i srednjih škola. Djeca i mladi su u MMC-u stjecali osnovnu informatičku pismenost, a mnogi od njih postali su kasnije ponajbolji programeri, čak i u svjetskim razmjerima, poput Nevena Antičevića, Jana Hruške i Zorislava Šojata.
Kao republički prosvjetni savjetnik za suvremenu nastavnu tehnologiju, Branimir Makanec organizirao je veliki broj savjetovanja, seminara i predavanja o primjeni računala u obrazovanju, patentirao sistem komunikatora za frontalnu programiranu nastavu koji se proizvodio za potrebe naših škola u slovenskoj tvornici “Rog” te stroj za individualnu programiranu nastavu “Ines”. Projektirao je i izveo oko 15 feed-back učionica u raznim gradovima tadašnje Jugoslavije. Nakon što je uprava Zavoda za prosvjetno-pedagošku službu odbila produljenje ugovora s Referalnim centrom o daljnjem financiranju Multimedijskog centra, prelazi u poduzeće “Ivasim” kao voditelj razvoja. Na tom radnom mjestu projektira prvo personalno računalo u Jugoslaviji “Ivel Ultra” namijenjeno primjeni u obrazovnim organizacijama. Posredstvom Zajednice za financiranje srednjeg obrazovanja oko 1000 tih računala instalirano je u hrvatskim srednjim školama. Računalo "Ivel Ultra" bilo je prvo serijski proizvedeno mikroračunalo u Hrvatskoj. Kasnije je opremanje škola prestalo zbog birokratske blokade sustava financiranja, a namjenska sredstva za opremanje škola izgubljena su zbog inflacije. Branimir Makanec prelazi u tadašnje narodno sveučilište “Moša Pijade” (Otvoreno pučko učilište Zagreb) gdje osniva Informatičku školu i počinje održavanje tečajeva za sustavno obrazovanje nastavnika za primjenu računala u obrazovanju.
Na temelju ugovora s Ministarstvom kulture i prosvjete organizira i održava veći broj jednotjednih tečajeva za nastavnike u raznim hrvatskim gradovima u svim školama koje se opremaju kompjutorskim učionicama. Nakon što je Ministarstvo prosvjete prestalo s organizacijom sustavnog informatičkog obrazovanja nastavnika, 1993. godine Makanec odlazi u mirovinu. Od 1992. do 1996. godine vodi stalnu rubriku “Računala u obrazovanju” časopisa “Byte”. Posljednjih desetak godina bavi se virtualnim svjetovima. 

## Priznanja
Branimir Makanec dobitnik je mnogih priznanja za suradnju s organizacijama tehničke kulture, a 1984. godine uručena mu je plaketa “Informatika” za zasluge na području promicanja informatičke kulture na području tadašnje Jugoslavije. Organizirao je i trajno održavao web server osnovnih i srednjih škola. Dobitnik je državne nagrade za životno djelo "Faust Vrančić" za 1997. godinu, nagrade za životno djelo Zagrebačke zajednice tehničke kulture "Dr.Oton Kučera" za 2001. godinu i nagrade za životno djelo "Dr. Albert Bazala" za 2002. godinu. Hrvatsko društvo za promicanje informatičkog obrazovanja 2012. godine mu je u Šibeniku svečano uručilo “Povelju za životno djelo”.  

## Vanjske poveznice
- Branimir Makanec o sebi  Arhivirana inačica izvorne stranice od 28. travnja 2006. (Wayback Machine)
- HP 2000 TSB
- Udruge za poticanje darovitosti djeteta „Bistrić“